# San Cristóbal de las Casas
San Cristóbal de las Casasⓘ – meksykańskie miasto położone w centralnej części stanu Chiapas. Jedno z pierwszych meksykańskich Pueblos Mágicos ("Magicznych Miasteczek", wyróżnionych przez meksykańskie ministerstwo turystyki). Do 1892 roku stolica stanu Chiapas. Przez społeczności rdzenne nazywane w języku tsotsil Jovel. 

## Położenie
Miasto położone jest w górach, w regionie geograficznym Altos de Chiapas, na wysokości ok. 2100 m n.p.m. Leży przy Autostradzie Panamerykańskiej, pomiędzy Tuxtlą Gutiérrez a Ocosingo.

## Historia

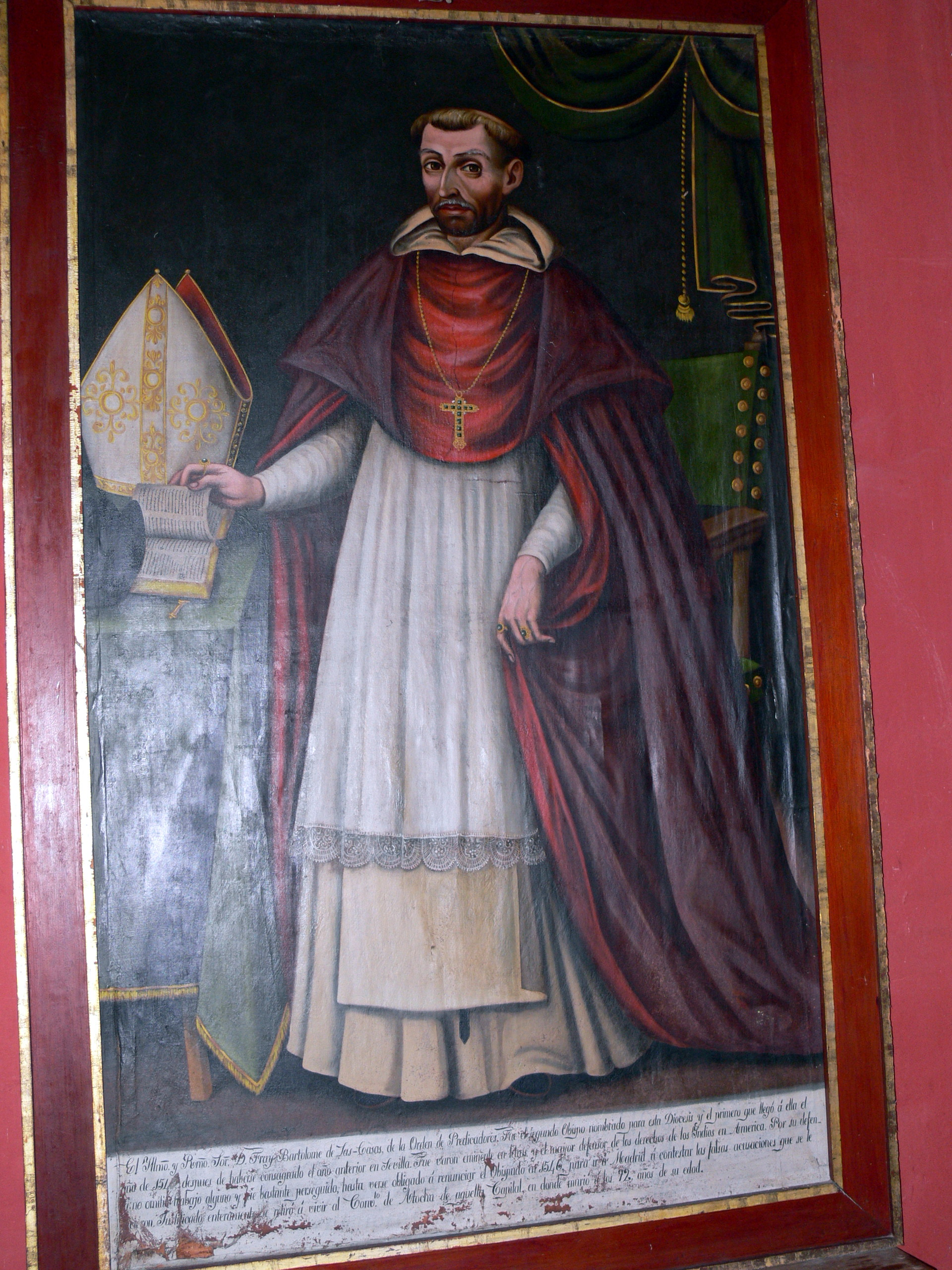
Obraz przedstawiający Biskupa Bartolomé de Las Casas

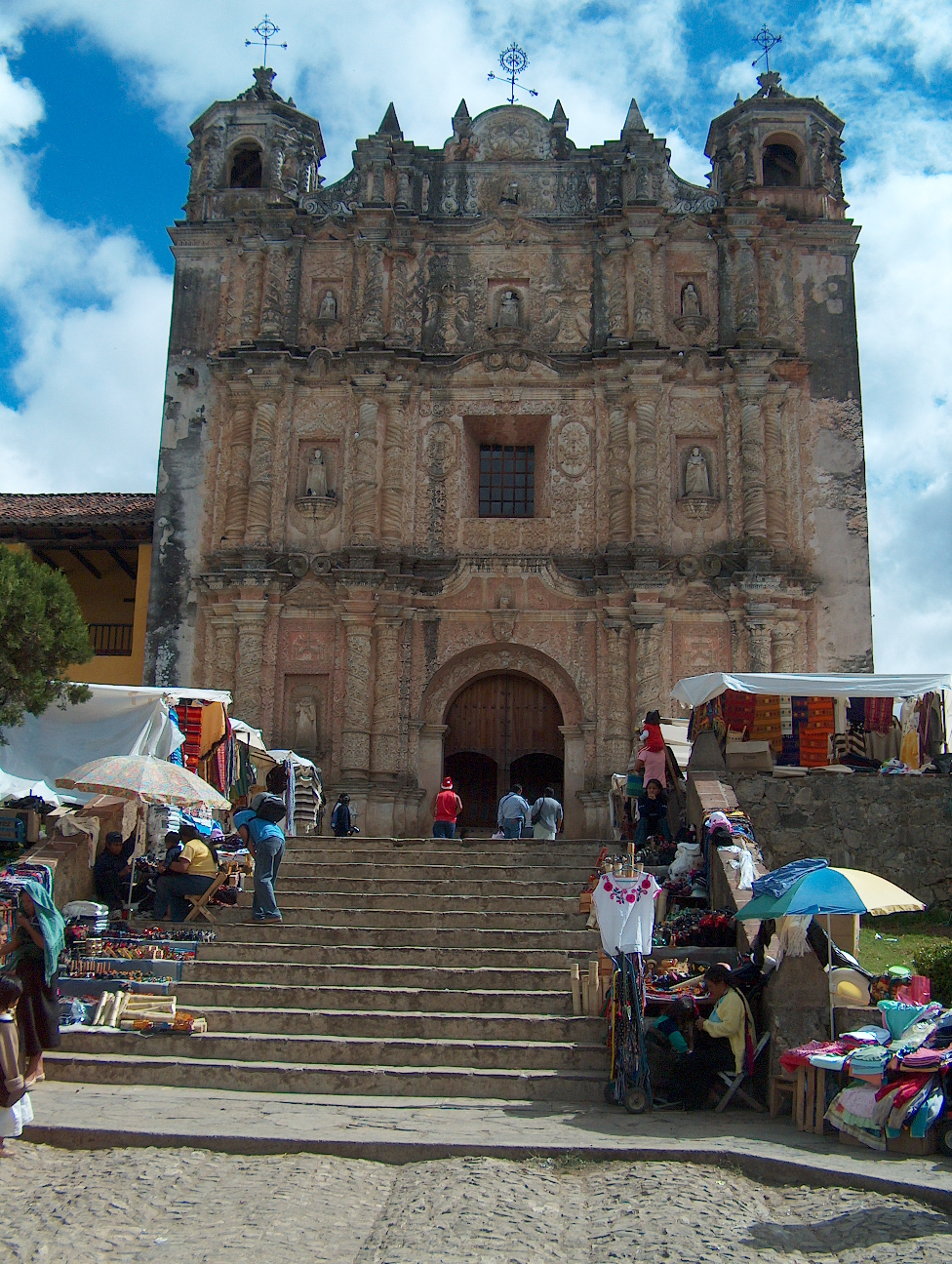
Kościół Santo Domingo w San Cristóbal de Las Casas

Miasto San Cristóbal w 1532 roku założył Diego de Mazariegos, jako regionalną bazę obronną przed zaciekle atakującymi Indianami Zoque i Chiapanec. Osada szybko stała się stolicą prowincji Chiapas. W 1545 przybyli dominikanie. W tym samym roku Bartolomé de Las Casas został biskupem Chiapas. Wsławił się nie tylko tym, że od jego nazwiska miasto zyskało nową nazwę (początkowo nazywało się „Ciudad de San Cristóbal”), ale także obroną rdzennej ludności przed bezlitosnym wyzyskiem.
Początkowo miasto, jak i cały region, związane były gospodarczo, politycznie i kulturowo z Gwatemalą. W 1824 roku Chiapas przyłączono do Meksyku i San Cristóbal de las Casas stało się stolicą stanu. W 1892 roku rolę tę przejęło miasto Tuxtla Gutiérrez.
W sylwestrową noc, na przełomie 1993 i 1994 roku, EZLN, czyli Armia Zapatystów zajęła kilka miast w Chiapas, między innymi i San Cristóbal de Las Casas. Wojska rządowe odbiły je po paru dniach, lecz powstanie odbiło się echem na świecie, a w Meksyku zawrzało. Rozpoczęły się rozmowy powstańców z rządem, a pomocy w mediacji podjął się biskup Chiapas Samuel Ruiz. Mimo podpisania tzw. porozumień z San Andrés, zapatyści twierdzą, że rząd meksykański nigdy nie wywiązał się z zawartych w nich przyrzeczeń. Dlatego zdecydowali się zerwać wszelkie kontakty z władzami i w 2003 założyli tzw. caracoles, czyli autonomie, do dzisiaj istniejące na terenie Chiapas.

## Mieszkańcy
W mieście mieszkają głównie Metysi wyznania katolickiego, dominującej religii w gminie (78%). Obrzeża natomiast zamieszkują w dużej części protestanci (12,3% ludności), którzy opuścili swoje społeczności ze względu na prześladowania ze strony katolików. W San Cristóbal de las Casas znajduje się także sześć sal królestwa Świadków Jehowy oraz dwa meczety muzułmańskie.
Wedle spisu powszechnego z 2010 językiem rdzennym posługiwało się prawie 48 tysięcy mieszkańców, a więc wówczas około 30% ludności miasta. Większość z nich mówi językami majańskimi, głównie tsotsil i tseltal.

## Zabytki i kultura
Do głównych zabytków i atrakcji turystycznych zaliczają się:
- Katedra San Cristóbal (hiszp. Catedral de San Cristóbal)

- Kościół i dawny zakon Santo Domingo (hiszp. Iglesia Ex Convento de Santo Domingo)

- Kościół La Merced (hiszp. Iglesia de la Merced)

- Muzeum Bursztynu (hiszp. Museo del Ámbar)

- Muzeum Jadeitu (hiszp. Museo del Jade)

- Rezerwat Ekologiczny Rancho Nuevo (hiszp. Reserva Ecológica de Rancho Nuevo)

- Park Ekoturystyczny El Arcotete (hiszp. El Arcotete Parque Ecoturístico)

- Ogród Ekologiczny Orchidei Moxviquil (hiszp. Jardín Botánico de Orquídeas Moxviquil)

## Gmina San Cristóbal de las Casas

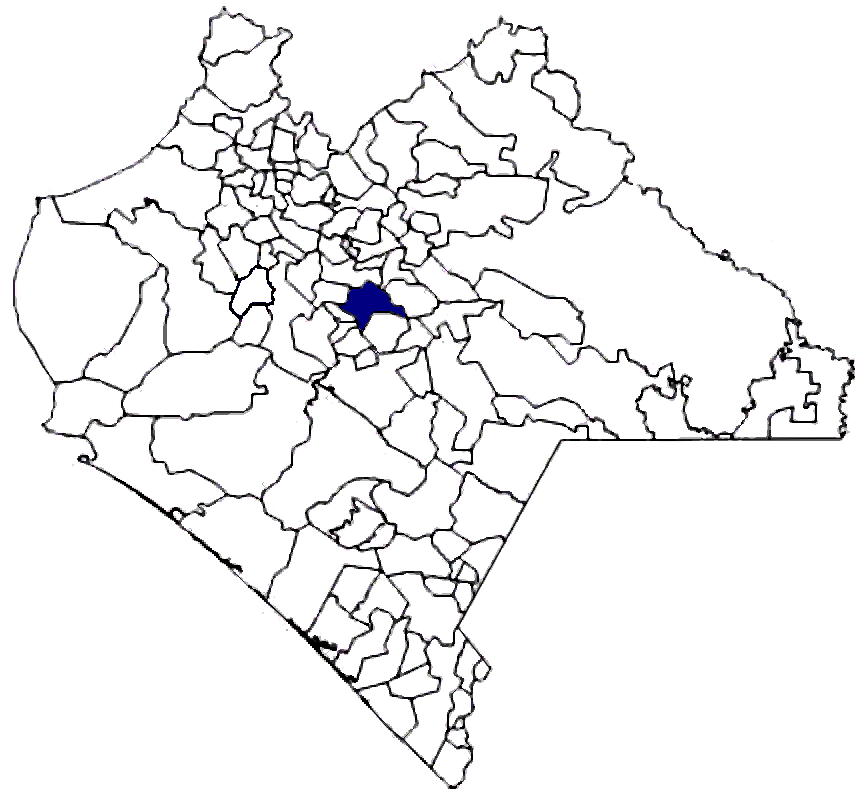
Lokalizacja gminy San Cristóbal de las Casas na mapie stanu Chiapas

Gmina leży w samym środku stanu Chiapas. Graniczy z ośmioma innymi gminami tego stanu. Zajmuje powierzchnię 484 km² a średnia wysokość nad poziomem morza wynosi 1 940 m. Podobnie jak inne rejony stanu jest to bardzo biedny region. Zatrudnienie ma około 47 tys. spośród 166 460 (INIEGI: 2005) mieszkańców gminy. Najważniejszym sektorem jest rolnictwo z uprawą m.in. kawy i bananowców. Drugim sektorem pod względem ważności jest przemysł i górnictwo, a trzecim usługi w mieście, rękodzielnictwo i przemysł turystyczny.